# Кокошоподобни
Кокошоподобните (Galliformes) са разред дребни и средно едри птици. Намират се според генетичните изследвания в близка връзка с разред Гъскоподобни, с който образуват общ надразред.
Най-ранните палеонтологични сведения за произхода на Кокошоподобните водят към еоцена. В наши дни към разреда се отнасят около 290 вида, разделени в 3 семейства: Фазанови, Токачкови и Големокраки кокошки. Те са предимно наземни птици с набито телосложение, силни крака, мощна гръдна мускулатура, сравнително къси закръглени криле и изпъкнал, леко завит надолу клюн. Шийните прешлени са 16 на брой. Гърдите са с висок и относително къс кил. Добре развита гуша и мускулеста воденичка.

## Разпространение
Разпространени са на всички континенти с изключение на Антарктида.

## Начин на живот и хранене
Хранят се предимно с растителна храна.

## Размножаване
Повечето видове в разреда са полигамни, женските снасят от 3 до 30 яйца, но най-често са около 10. Малките се излюпват развити и покрити с пух, те от първия ден са способни да се движат и хранят самостоятелно.

## Допълнителни сведения
Голям брой видове в този разред са важен селскостопански и ловен обект. Домашната кокошка е незаменим източник на яйца и месо за човека.
Наличието на много красиво оцветени и непридирчиви видове спомага отглеждането им като декоративни животни.

## Класификация
Разред Кокошкоподобни включва пет семейства, обединяващи представители на около 290 съвременни вида, както и други четири семейства, известни единствено от палеонтологични находки:
- - Семейство † Paraortygidae Mourer-Chauviré, 1992
  - Семейство † Quercymegapodiidae Mourer-Chauviré, 1992
  - Семейство † Sylviornithidae Mourer-Chauviré & Balouet, 2005
  - Семейство Големокраки кокошки или Кокошки боклукчийки (Megapodiidae) Lesson, 1831
  - Семейство Краксови (Cracidae) Vigors, 1825
- Надсемейство Phasianoidea
  - Семейство † Gallinuloididae Lucas, 1900
  - Семейство Odontophoridae (Gould, 1844)
  - Семейство Токачкови (Numididae)
  - Семейство Фазанови (Phasianidae) Horsfield, 1821